# The World from the Side of the Moon
The World from the Side of the Moon è l'album di debutto del cantautore statunitense Phillip Phillips, pubblicato il 19 novembre 2013 per l'etichetta Interscope. L'album è stato certificato disco di platino in Canada e Stati Uniti.

## Antefatti
L'album è stato registrato in tre settimane ai Quad Studios di New York, dopo il tour con i concorrenti di American Idol. Doveva inizialmente essere pubblicato ad inizio 2013, ma l'uscita venne anticipata al 19 novembre 2012.
Il titolo dell'album, The World from the Side of the Moon, è stato estratto dal testo della prima canzone presente nell'album, Man on the Moon.

## Singoli estratti
I singoli estratti dall'album sono stati:
- Home, è stato il primo singolo estratto ed il singolo con cui Phillips ha vinto la finale di American Idol, pubblicato il 23 maggio 2012.
- Gone, Gone, Gone, è stato il secondo singolo estratto, pubblicato l'11 febbraio 2013.
- Where We Came From, è stato il terzo singolo estratto, pubblicato il 29 luglio 2013.

## Accoglienza
L'album ha ricevuto recensioni contrastanti da parte dei critici musicali, su Metacritic ha ricevuto un punteggio di 61, con recensioni generalmente favorevoli. La maggior parte dei critici ha notato l'influenza di musicisti come la Dave Matthews Band e i Mumford & Sons.

## Tracce
1. Man on the Moon – 3:35 (Phillip Phillips) – Gregg Wattenberg
2. Home – 3:30 (Drew Pearson, Greg Holden) – Drew Pearson
3. Gone, Gone, Gone – 3:29 (Derek Fuhrmann, Todd Clark, Wattenberg) – Wattenberg
4. Hold On – 4:11 (Phillips) – Wattenberg
5. Tell Me a Story – 4:21 (Phillips, David Ryan Harris) – Wattenberg
6. Get Up Get Down – 3:16 (Phillips, Wattenberg, Derek Fuhrmann) – Wattenberg
7. Where We Came From – 3:33 (Phillips, Jon Green) – Wattenberg
8. Drive Me – 3:49 (Phillips, Ben Neil) – Wattenberg
9. Wanted Is Love – 3:46 (Phillips) – Wattenberg
10. Can't Go Wrong – 3:37 (Phillips, Holden, Pearson) – Wattenberg
11. A Fool's Dance – 4:33 (Phillips) – Wattenberg
12. So Easy – 3:41 (Stephen Wrabel, Peter Amato, Pete Salis) – Wattenberg

## Classifica
| Chart (2012–13)           | Peak position |
| ------------------------- | ------------- |
| Australian Albums Chart   | 59            |
| Billboard Canadian Albums | 9             |
| New Zealand Album Chart   | 32            |
| US Billboard 200          | 4             |